# Congosto de Valdavia
Congosto de Valdavia es un municipio y localidad española de la comarca de la Valdavia en la provincia de Palencia, comunidad autónoma de Castilla y León. Ubicada a los pies de la ruta Jacobea que unía San Vicente de la Barquera con Carrión de los Condes a través del Camino Real de la Valdavia de donde toma nombre la calle principal del pueblo o calle Real. 

## Geografía
El término municipal también comprende las pedanías de:
- Cornoncillo.
- Villanueva de Abajo.
- Caserío de Tablares.

## Historia
A mediados del siglo XIV, formaba parte de la merindad de Saldaña. 
Era villa realenga, en 1793, gobernada por un regidor pedáneo y tenía 89 vecinos. 
En 1874, contaba con 476 habitantes, 92 casas y 7 molinos.

## Demografía
Cuenta con una población de 140 habitantes (INE 2024).
| Gráfica de evolución demográfica de Congosto de Valdavia entre 1842 y 2021 |
| |
| Población de derecho según los censos de población del INE Población de hecho según los censos de población del INEEn estos censos se denominaba Congosto: 1842, 1857 y 1860 Entre el censo de 1857 y el anterior, crece el término del municipio porque incorpora a 345121 (Tablares) Entre el censo de 1970 y el anterior, crece el término del municipio porque incorpora a 34516 (Villanueva de Abajo) |

## Economía
Actividades principales: agricultura y ganadería.

## Cultura

### Patrimonio

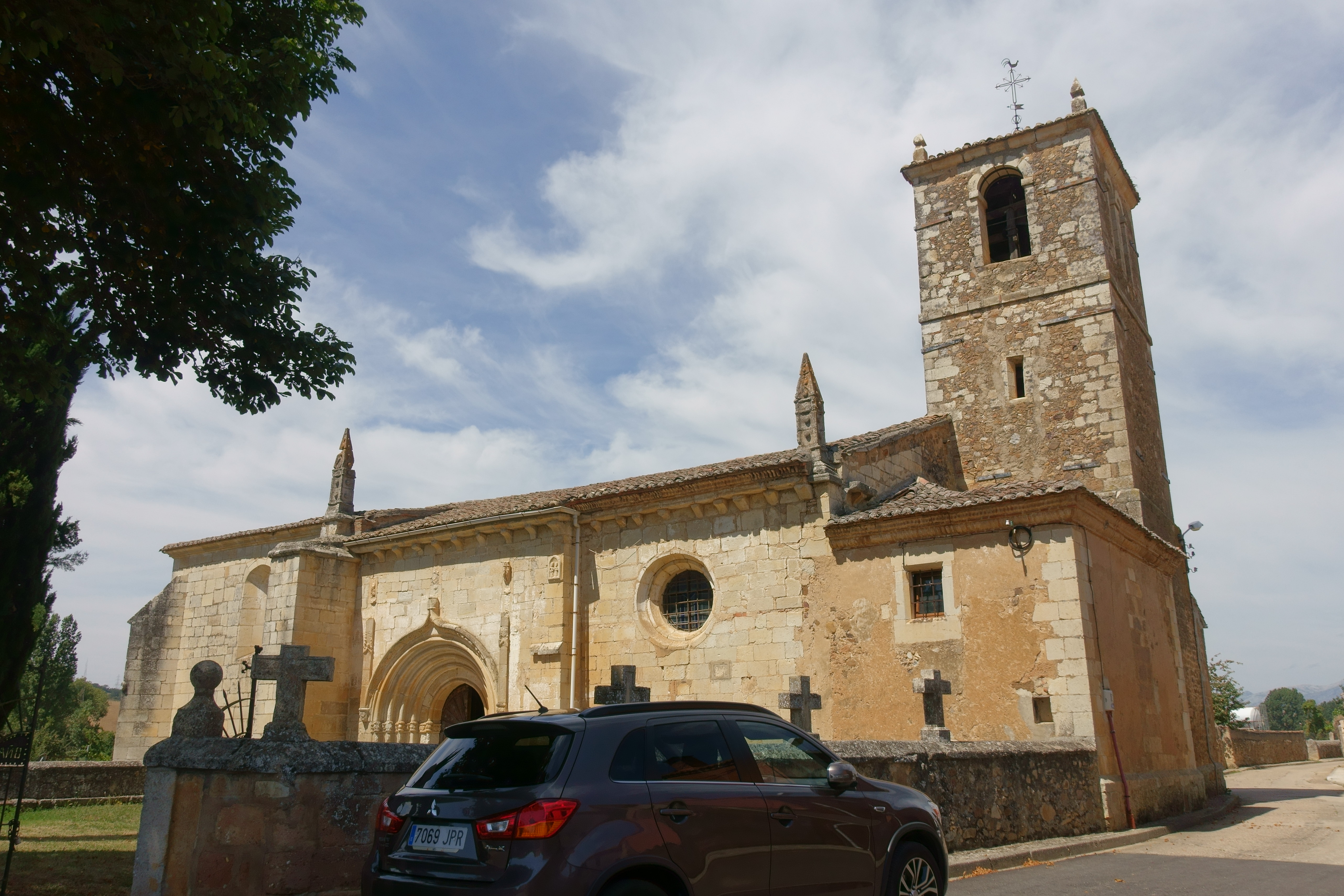
Iglesia de Santa María de Palacios

- Iglesia parroquial Nuestra Señora de los Palacios: Su iglesia es de piedra de sillería. De origen románico de transición al gótico, con dos naves separadas por pilares que soportan bóvedas de crucería estrellada. Al lado de la epístola se abre una portada gótica de arquivoltas de medio punto y arco conopial. El pórtico es sencillo, de madera. Los altares son de los siglos XV y XVI.
- Ermita de la Virgen de Otero: En el camino que sube a la ermita, dentro aún del casco urbano se han encontrado restos de un necrópolis de la Baja Edad Media asociada a la ermita.

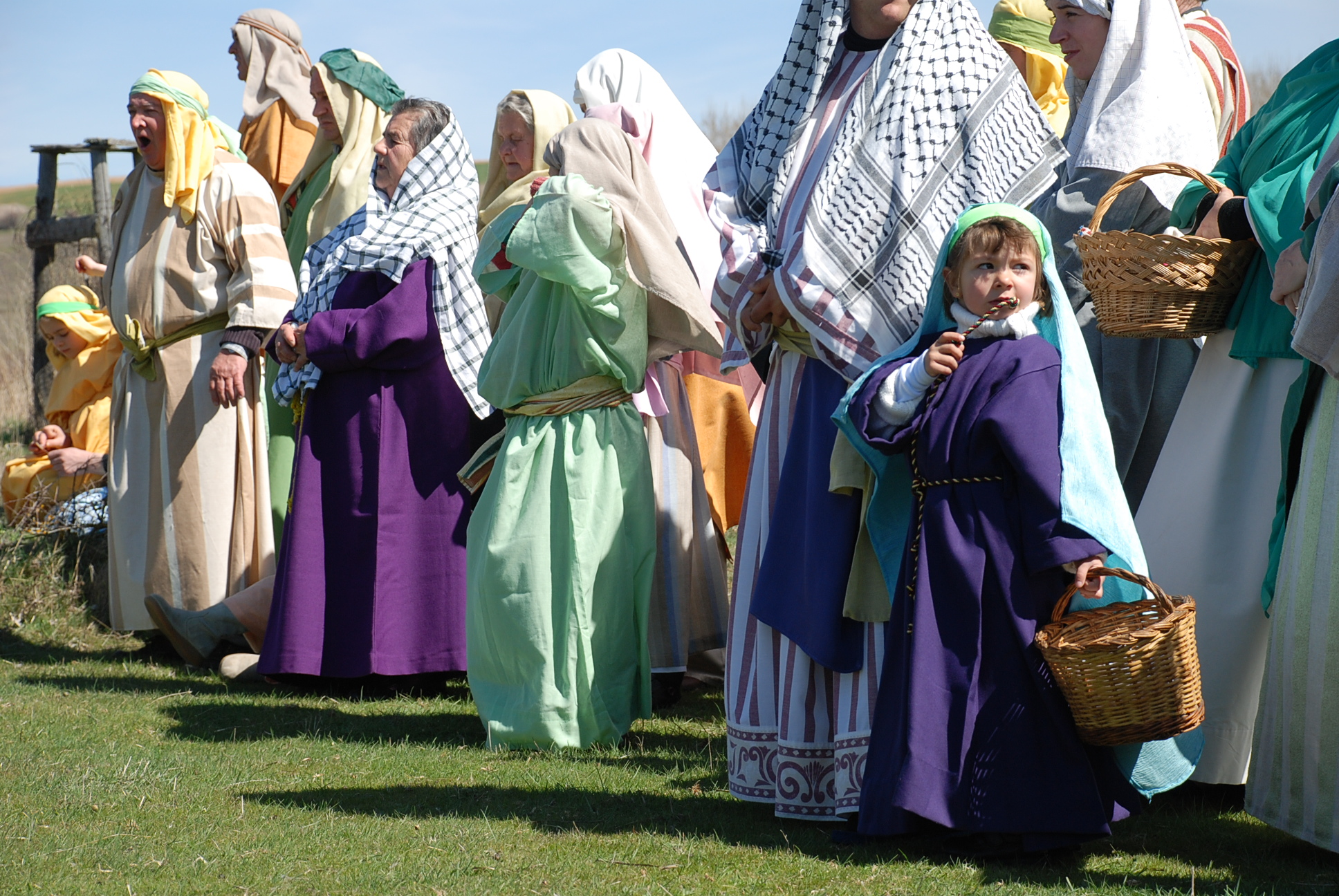
Representación del vía crucis en 2008

- De especial interés resulta la interpretación de la Pasión de Cristo el Viernes Santo.

### Festividades
- Nuestra Señora y San Roque (15 y 16 de agosto)
- Romería de la Virgen del Otero (último sábado de mayo)